# 仁德里 (堡里)
仁德里，是台灣南部自明鄭時期至清治時期的一個行政區劃，其範圍約為今台南市的仁德區中部。
仁德里為1664年（南明永曆十八年）明鄭時期始設的四坊二十四里之一，其西邊為仁和里，北邊為永康里、長興里，東邊為歸仁里、永豐里，南邊為崇德里、依仁里、文賢里。
仁德里後來分拆為仁德北里、仁德南里。